# Alchemy: An Index of Possibilities
Alchemy: An Index of Possibilities è il secondo album in studio del cantautore britannico David Sylvian, pubblicato nel 1985 dalla Virgin Records.

## Descrizione
Interamente strumentale, l'album si compone di due lunghi brani frutto di due distinte collaborazioni, rispettivamente con Jon Hassell e Ryūichi Sakamoto; ad essi si aggiunge sul lato A il brano Preparations for a Journey, scritto, eseguito e prodotto dal solo Sylvian.
Il disco venne inizialmente stampato nel 1985 su musicassetta in tiratura limitata e nello stesso anno uscì anche in formato vinile esclusivamente per l'Australia. Nel 1989 l'album fu ristampato in CD come parte del cofanetto Weatherbox e nuovamente nel 2003 come album a sé stante; in entrambi i casi l'edizione comprendeva due bonus track, anch'esse strumentali e interamente scritte da Sylvian.

## Tracce

### MC/LP
Lato A
1. Words with the Shaman – 14:02
2. Preparations for a Journey – 3:40 (musica: David Sylvian)

Lato B
1. Steel Cathedrals – 18:55 (musica: David Sylvian, Ryūichi Sakamoto)

### CD
1. Words with the Shaman: Part 1 Ancient Evening – 5:15 (musica: David Sylvian, Jon Hassell)
2. Words with the Shaman: Part 2 Incantation – 3:29 (musica: David Sylvian, Jon Hassell)
3. Words with the Shaman: Part 3 Awakening (Songs from the Tree Tops) – 5:18 (musica: David Sylvian, Jon Hassell, Steve Jansen)
4. Preparations for a Journey – 3:40 (musica: David Sylvian)
5. The Stigma of Childhood (Kin) – 8:30 (musica: David Sylvian)
6. A Brief Conversation Ending in Divorce – 3:31 (musica: David Sylvian)
7. Steel Cathedrals – 18:58 (musica: David Sylvian, Ryūichi Sakamoto)

## Formazione
- David Sylvian – tastiera, chitarra (tracce 1 e 2), nastri, percussioni digitali (traccia 3)
- Steve Jansen – batteria (tracce 1 e 2), percussioni, tastiera aggiuntiva (tracce 1 e 2)
- Jon Hassell – tromba (tracce 1 e 2)
- Holger Czukay – radio (tracce 1 e 2), dittafono (traccia 3)
- Percy Jones – basso fretless (tracce 1 e 2)
- Ryūichi Sakamoto – pianoforte e strumenti ad arco (traccia 3)
- Kenny Wheeler – flicorno (traccia 3)
- Robert Fripp – chitarra e frippertronics (traccia 3)
- Masami Tsuchiya – guitar abstractions (traccia 3)

Produzione
- David Sylvian – produzione, missaggio (traccia 3)
- Nigel Walker – produzione (traccia 1), ingegneria del suono (tracce 1 e 3), missaggio (traccia 3)
- Seigen Ono – ingegneria del suono (tracce 2 e 3)
- Steve Nye – ingegneria del suono e missaggio (traccia 3)